# Glocalnet
Glocalnet AB var ett svenskt IT- och telekommunikationsbolag som blev helägt av norska Telenor år 2006. Telenor integrerade då företaget och använde dess varumärke medan Glocalnet avnoterades från Stockholmsbörsen. Glocalnet bedrev verksamhet inom fast telefoni, internet- och datatjänster, och under en period även mobiltelefoni. Bolaget var verksamt i Telenors lokaler på Slussen i Stockholm. Den 15 maj 2018 avvecklade Telenor varumärkena Glocalnet och Bredbandsbolaget, vilka hade köpts av Telenor 2005.

## Företagshistorik
Företaget grundades 1997 av Stefan Krook och Andrin Bachmann inför avregleringen av den svenska telemarknaden. I januari 2000 genomfördes den första stora emissionen i bolaget. Emissionen var riktad till Christen Ager-Hanssen och hans bolag Cognition, Brummer&Partner samt Nomura. År 2003 tog man över kundstocken från Telenordia AB och Utfors AB. I november 2006 köpte man Sprays telekomverksamhet från Lycos Europe. För sina mobiltjänster använde företaget sig av Telenors mobilnät.
År 2000 lanserade Glocalnet G-telefoni, och var därmed först i Sverige med att ersätta rörliga samtalsavgifter med en fast månadsavgift. Glocalnet var även först i Sverige med att 2004 börja erbjuda ADSL bredband under 200 kr per månad. Glocalnet blev även första svenska teleoperatör med Kundservice på Facebook 2008.
Glocalnet har haft framgångar med marknadsföringen av sina tjänster. 2005 vann företagets reklamkampanj första pris i reklamtävlingen "100-wattaren". I reklam har Glocalnet ofta använt ordet "lågt" för att beskriva sina priser. I reklamfilmerna visades olika situationer där begreppet "lågt" i olika betydelser kunde användas, exempelvis flygplanet som flög lågt över havsytan och kom nära ett fartyg, tonårsflickan som satt och grät i sitt rum när pojkvännen gjort slut och hon tyckte det var lågt och nattvardsfirare i kyrkan hällde i sig vin ur bägaren och prästen tyckte beteendet var lågt (en scen som kritiserades av en del troende). och poängen var alltid att det var "inte lika lågt som Glocalnet" eller "Glocalnet – det är lågt". 2006 fick reklambyrån Garbergs även en utmärkelse för "Glocalnet lågt på slussen".
I januari 2018 slutade Glocalnet att marknadsföra sig aktivt och planerade att på lång sikt integreras ytterligare i Telenor.